# 南洋藝術學院
南洋藝術學院（簡稱：南藝，縮寫：NAFA）是新加坡歷史最悠久的第三級藝術教育機構，創始人是藝術家林學大。
二戰期間一度關閉。1946年，隨著日本投降，林學大在另外兩名董事會成員的支持下重開大學。
2023年，與新加坡拉塞爾藝術學院合併為新加坡藝術大學University Singapore Of Arts ,縮寫UAS。

## 院系
- 3D設計部
- 設計與媒體部
- 美術部
- 藝術管理與教育部
- 舞蹈部
- 音樂部
- 戲劇部
- 時尚研究部

## 外部連結
- Official website（页面存档备份，存于）

1°18′01″N 103°51′06″E / 1.300229°N 103.851573°E